# Vilande källnymf
Vilande källnymf eller Källnymfen är en serie oljemålningar av den tyske renässanskonstnären Lucas Cranach den äldre. Han och hans verkstad målade åtminstone 17 versioner av motivet och det är ibland svårt att fastställa i vilken utsträckning Cranach själv har utfört måleriet. Den första målades 1518 och ingår i Museum der bildenden Künstes samlingar i Leipzig. Versionen på Nasjonalmuseet i Oslo som dateras till 1550 är attribuerad till hans son Lucas Cranach den yngre som var verksam i faderns verkstad och sedermera tog över den.  
Cranachs förföriska nakna kvinnor var mycket populära i hans samtid och han och hans verkstad målade flera serier på likartade teman, till exempel Venus och Amor, Paris dom, Tre gracerna – alla med mytologiska förtecken för att maskera det erotiska. Hans motiv tillhörde renässansen, men stilen var snarast gotisk med sina linjära och slanka figurer. Det är möjligt att Cranach hade sett Giorgiones Slumrande Venus vars motiv har stora likheter med Vilande källnymf. 
Det enda källnymfen bär på sig är smycken och ett genomskinligt skynke som inget döljer utan snarare riktar uppmärksamheten mot hennes nakenhet. En pilbåge och ett koger hänger i ett träd vilka indikerar att hon tillhör jaktgudinnan Dianas följe. En alternativ tolkning är att pilbågen tillhör Amor, Venus följeslagare. Nedanför trädet avbildas två rapphöns som brukar anses vara Venus fåglar. I bakgrunden syns en vattenkälla och upp till i vänster finns en latinsk text som på svenska lyder: Jag, den heliga källans nymf, vilar, stör inte min sömn. I själva verket tycks hon inte alls sova, utan med sina halvslutna ögon bjuder hon förföriskt in betraktaren. 

## Bilder
| Bild | Titel                                                                    | År              | Teknik            | Format (cm) | Samling                                         |
| ---- | ------------------------------------------------------------------------ | --------------- | ----------------- | ----------- | ----------------------------------------------- |
|      | Liegende Quellnymphe (Liggande källnymf)                                 | 1518            | olja på träpannå  | 59 x 92     | Museum der bildenden Künste, Leipzig            |
|      | Quellnymphe (Källnymf)                                                   | cirka 1515–1520 | olja på lindpannå | 58,1 x 86,7 | Jagdschloss Grunewald, Berlin                   |
|      | Quellnymphe (schlummernde Diana) (Källnymf, slumrande Diana)             | cirka 1525      | olja på träpannå  | 15 x 15     | Veste Coburg, Bayern                            |
|      | La ninfa de la fuente                                                    | cirka 1530–1534 | olja på pannå     | 75 x 120    | Museo Thyssen-Bornemisza, Madrid                |
|      | The Nymph of the Fountain                                                | 1534            | olja på pannå     | 64 x 90     | Walker Art Gallery, Liverpool                   |
|      | La Nymphe à la source                                                    | cirka 1537      | olja på pannå     | 48,5 x 74,2 | Musée des Beaux-Arts et d'Archéologie, Besançon |
|      | The Nymph of the Spring                                                  | efter 1537      | olja på pannå     | 48,4 x 72,8 | National Gallery of Art, Washington             |
|      | Quellnymphe                                                              | efter 1537      | olja på pannå     | 34,3 x 56   | Kunsthalle Bremen                               |
|      | The Nymph of the Spring (attribuerad till sonen Lucas Cranach den yngre) | cirka 1540      | olja på pannå     | 58 x 79     | San Diego Museum of Art (sedan 2018)            |
|      | Hvilende kildenymfe (attribuerad till sonen Lucas Cranach den yngre)     | 1550            | olja på träpannå  | 71,5 x 122  | Nasjonalmuseet, Oslo                            |